# Louise Juliana av Oranien
Louise Juliana av Nassau, född 1576 i Delft, död 1644 i Königsberg, var en kurfurstinna av Pfalz, gift 1593 i Dillenburg med kurfurst Fredrik IV av Pfalz. Hon var regent i Pfalz under sin sons minderårighet mellan 1610 och 1614.

## Biografi
Louise Juliana var en av de sex döttrarna till Vilhelm I av Oranien och Charlotte de Bourbon-Montpensier. Hennes mor avled 1582 och hennes far 1584, och hon uppfostrades sedan av sin styvmor Louise de Coligny i Haag på den nederländska regeringens bekostnad. 

### Kurfurstinna
Som medlem av en mäktig protestantisk dynasti var hon en viktig pjäs på den politiska äktenskapsmarknaden. Genom medling av hennes farbror Jan van Nassau och en hemgift från de holländska staterna och Zeeland och Henrik IV av Frankrike arrangerades ett äktenskap med Fredrik IV av Pfalz, som var en av Tysklands ledande potentater. Giftermålet ägde rum i Dillenburg 1593.
Paret bosatte sig i Heidelberg, ett viktigt centrum för vetenskap och kalvinistisk teologi på grund av universitetet. Fredrik IV byggde om furstebostaden till ett renässansslott och förde ett påkostat hovliv. Äktenskapet var inte lyckligt och Fredrik var en ständigt otrogen alkoholist. Louise Juliana födde barn varenda år fram till 1602, som hon sedan sände bort att uppfostras av hennes syster Elisabeth i Sedan för att inte utsättas för sin fars dåliga exempel. 

### Regent
År 1610 avled maken och efterträddes av hennes son, som var fjorton och därför placerades under en förmyndarregering ledd av Johan av Pfalz-Zweibrücken och Louise Juliana. Som regent ägnade hon sig främst åt äktenskapspolitik och försökte arrangera fördelaktiga politiska äktenskap åt sina ogifta syskon och sina barn: hennes främsta projekt var hennes sons giftermål med Elisabet Stuart av England, som också ägde rum 1613. När sonen blev myndig och förmyndarregeringen upphörde 1614 flyttade hon till sitt änkegods i Kaiserslautern. 

### Senare liv
Då sonen 1619 erbjöds Böhmens krona försökte hon förgäves övertyga honom att tacka nej. När han avreste till Prag, återvände hon till Heidelberg som rådgivare åt sonens regent hertigen av Zweibrücken. Hon fick också vårdnad om sina barnbarn Elisabet och Karl Ludvig. När sonen 1620 avsattes från Böhmens tron och kejserliga trupper erövrade Pfalz tvingades familjen att fly. Louise Juliana flydde med två av sina barnbarn Elisabet och Karl Ludvig till Württemberg och därifrån till sin dotter i Berlin. Elisabet och Karl Ludvig återvände till sina föräldrar 1628. 
När Berlin 1631 belägrades av svenska trupper under trettioåriga kriget fick hon fullmakt av sin svärson att förhandla med Gustav II Adolf, och lyckades framgångsrikt rädda Berlin undan förödelse genom att övertala sin svärson att gå med på den svenska monarkens krav. 1638 flydde hon med det brandenburgska hovet till Königsberg, där hon avled 1644. Hon beskrivs allmänt som modig och respekterad. 

## Barn
1. Louise Juliana av Pfalz (född 1594, död 1640; gift med Johan II av Pfalz-Zweibrücken)
2. Fredrik V av Pfalz (född 1596, död 1632)
3. Elisabeth Charlotta av Pfalz (född 1597, död 1660; gift med Georg Vilhelm av Brandenburg)